# (11739) Bâton-Rouge
Pour les articles homonymes, voir Bâton Rouge (homonymie).
(11739) Bâton-Rouge, désignation internationale (11739) Baton Rouge, est un astéroïde de la ceinture principale.

## Description
(11739) Bâton-Rouge est un astéroïde de la ceinture principale. Il fut découvert Walter R. Cooney, Jr. et Matthew Collier le 25 septembre 1998 à Bâton-Rouge en Louisiane aux États-Unis. Il présente une orbite caractérisée par un demi-grand axe de 3,93 UA, une excentricité de 0,255 et une inclinaison de 12,11° par rapport à l'écliptique.
Il fut nommé en hommage à la capitale de l'État de Louisiane, Bâton-Rouge.

## Compléments